# Schiitischer Halbmond

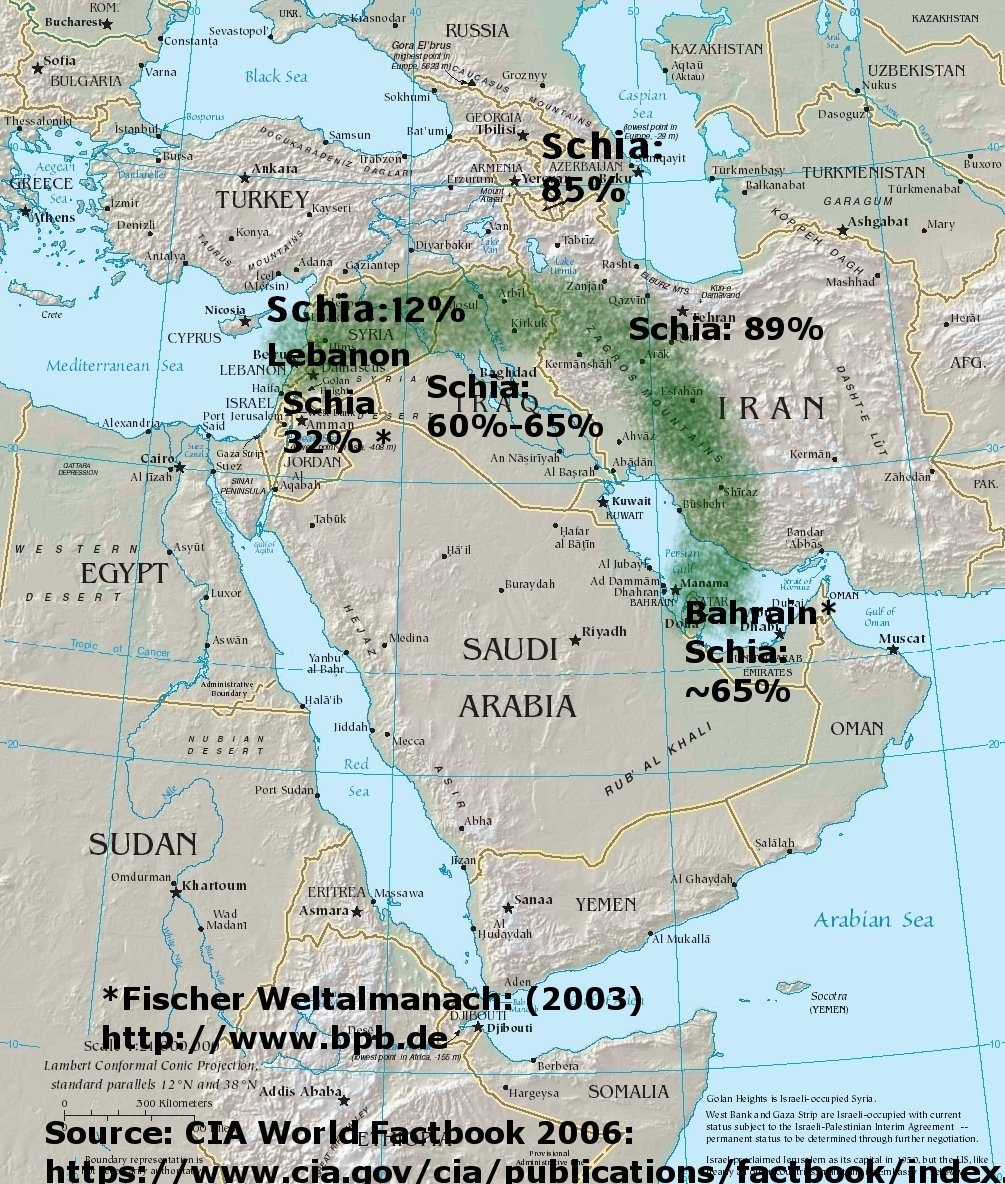
Die Länder Bahrain, Iran, Irak und Libanon bilden, wenn man sie verbindet, einen Halbmond.

Unter dem Begriff schiitischer Halbmond werden die Länder im Nahen Osten zusammengefasst, die eine schiitische Mehrheit oder einen hohen Anteil von Schiiten in ihrer Bevölkerung haben. Dazu zählen nicht nur die Länder Iran und Irak, sondern auch Bahrain, der Libanon und Aserbaidschan. Der Begriff schiitischer Halbmond kommt daher, dass diese Länder, wenn man sie auf der Karte verbindet, in etwa die Gestalt einer auch als „Halbmond“ bezeichneten Mondsichel darstellen.
Teilweise wird auch der Jemen zum schiitischen Halbmond gezählt. Aufgrund schwankender Zahlenangaben ist umstritten, wie groß die schiitische Komponente in der Bevölkerung ist. Das CIA World Factbook gibt einen Anteil von ca. 35 % Schiiten in der Gesamtbevölkerung an, Sunniten sollen demnach ca. 65 % der Bevölkerung Jemens ausmachen.
Syrien gehört zwar mangels einer schiitischen Bevölkerungsmehrheit bzw. starken Minderheit eigentlich nicht zum schiitischen Halbmond. Da das Land allerdings von einer kleinen schiitischen Elite, die den Nusairiern angehören, geführt wird und enge Beziehungen zu Iran unterhält, wird Syrien – zumindest bei der geostrategischen Betrachtung der Region – zum schiitischen Halbmond gerechnet.
Obwohl Schiiten in Aserbaidschan nominell eine große Mehrheit stellen, ist das Land ein laizistischer Staat und die Zahl der Gläubigen ist viel geringer. Daher ist Aserbaidschan im Allgemeinen vom schiitischen Halbmond und von den schiitisch-sunnitischen Rivalitäten im Nahen Osten ausgeschlossen.